# Tshemönling
Tshemönling (tibetisch Tshe smon gling) ist ein Kloster der Gelug-Schule des tibetischen Buddhismus in Lhasa. Er war eines der Vier Regentschaftstempel (gling bzhi) Lhasas und wurde im 17. Jahrhundert erbaut, nachdem der 5. Dalai Lama sowohl die geistliche als auch die weltliche Macht übernommen hatte. Das Kloster brachte drei Regenten hervor, die auch Ganden Thripa, d. h. das nominelle Oberhaupt der Gelug-Schule, waren: Der erste war Ngawang Tshülthrim (1721–1791; reg. 1777–1780), der zweite Ngawang Jampel Tshülthrim Gyatsho (1792–?; reg. 1818–1844) und der dritte Ngawang Lobsang Tenpe Gyeltshen (1844–1919; reg. 1910–1912). Nach 1912 war es Sitz des Demo Hutuktu (vgl. Tendzin Gyatsho).

## Liste der Tshemönling Hutuktus
1. Ngawang Tshülthrim[4], aus dem Chone-Kloster[5] im Kreis Jonê, Gansu
2. Ngawang Jampel Tshülthrim Gyatsho[6], ebenfalls aus Jonê, Gansu
3. Ngawang Lobsang Tenpe Gyeltshen[7], ebenfalls aus Jonê, Gansu
4. Xing Suzhi[8] (1916–) (Losang Tsedrup[9][10])
5. Tendzin Thrinle[11], seit 1955